# 希爾特山
47°2′39.5″N 9°6′44″E / 47.044306°N 9.11222°E

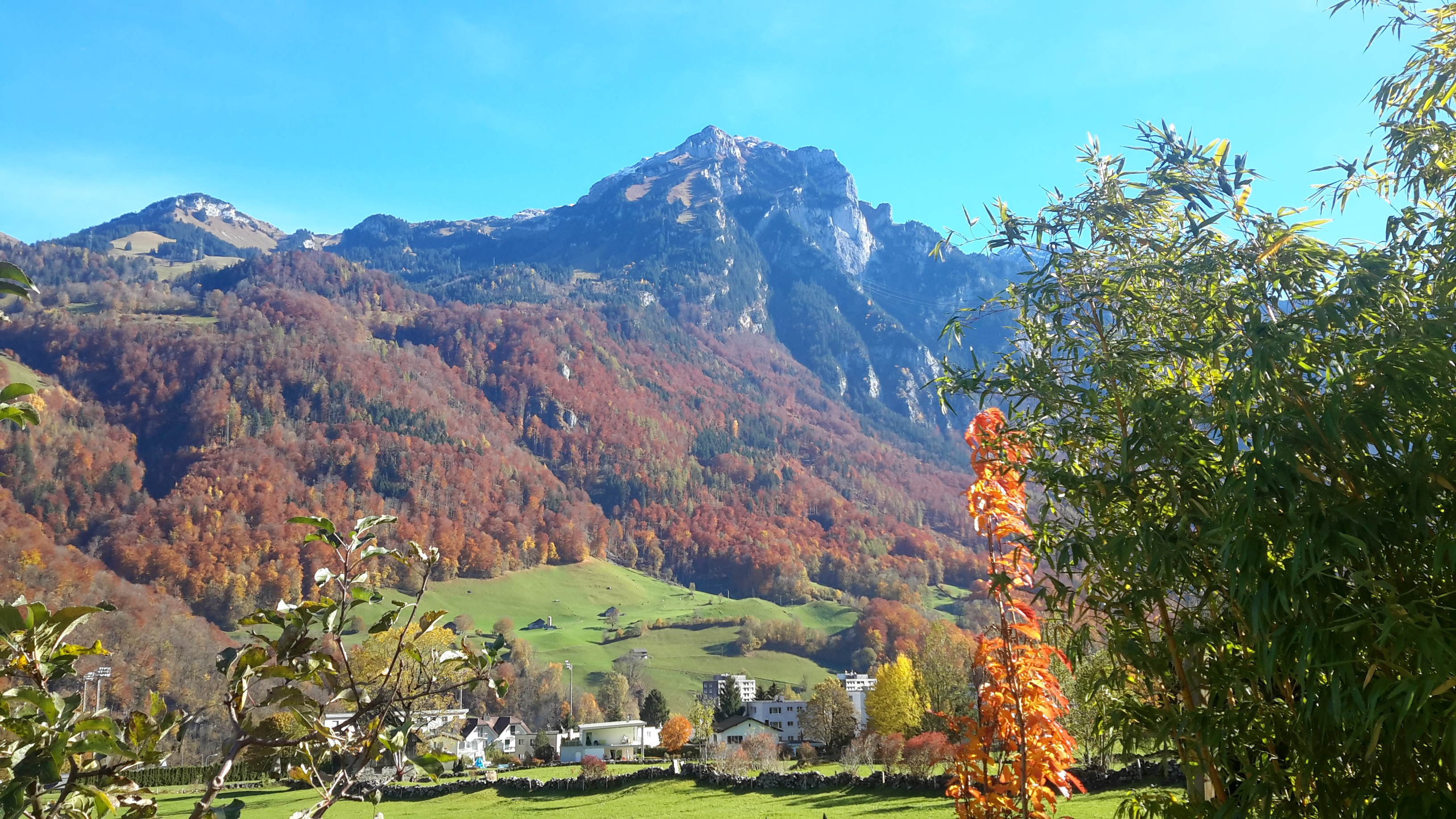

希爾特山（Schilt），是瑞士的山峰，位於該國東部，由格拉魯斯州負責管轄，屬於格拉魯斯山的一部分，處於錫韋倫山以南，俯瞰格拉魯斯，海拔高度2,299米。